# Берніс Рубенс
Берніс Рут Рубенс (англ. Bernice Rubens; 26 липня 1923 — 13 жовтня 2004) — валлійська письменниця, сценаристка та режисерка. Перша жінка, яка отримала Букерівську премію (в 1970 році за книгу «Обраний член»). Станом на 2021 рік залишалася єдиною з валлійських букерівських лауреатів.

## Біографія
Берніс Рут Рубенс народилася в Сплотті, Кардіфф, Уельс, 26 липня 1923 року, третьою з чотирьох дітей Елая Рубена та його дружини Дороті, до шлюбу Коен. Її батько був литовським євреєм, який 1900 року, у віці 16 років, покинув материкову Європу в надії почати нове життя в Нью-Йорку. Через те, що його ошукали через рекламу квитків, він так і не дістався до США, його подорож завершилася Кардіффі. Він вирішив залишитися в Уельсі, і там познайомився з Дороті Коен, чия польська родина також емігрувала до Кардіффа, та одружився з нею.
Берніс походила з музичної родини, обидва її брати, Гарольд і Сиріл, стали відомими класичними музикантами. Гарольд був змушений кинути грати через хворобу, але Сиріл став скрипалем у Лондонському симфонічному оркестрі. Берніс не змогла продовжувати сімейні музичні традиції, хоча пізніше навчилася грати на віолончелі. Вона здобула освіту в Кардіффській середній школі для дівчат, а пізніше вивчала англійську мову в Уельському університеті в Кардіффі, де в 1947 році здобула ступінь бакалавра.
Одружилася з Рудольфом Нассауером, торговцем вином, який також писав вірші та художню прозу. Подружжя мало двох доньок Ребекку і Шерон. З 1950 до 1955 року Рубенс викладала в гімназії в Бірмінгемі, а потім перейшла до кіноіндустрії, де знімала документальні фільми. У 1960-х роках поет Джон Сілкін орендував мансарду їхнього лондонського будинку та суборендовані кімнати Девіду Мерсеру, пізніше плідному теледраматургу, і Малкольму Росс-Макдональду, пізніше не менш плідному письменнику історичних романів.

## Творчість
Перший роман Рубенс «На межі» був опублікований у 1960 році. У 1970 році вона стала першою жінкою, яка отримала Букерівську премію (другий рік існування премії), за свій роман «Обраний член». Станом на 2021 рік Рубенс залишалася єдиною з валлійських авторів, які отримали Букерівську премію.

## Адаптації
За її романом «Мадам Сусацька» у 1988 році було знято фільм з Шабаною Азмі та Ширлі Маклейн. Ця книга базувалася на досвіді її брата Гарольда Рубенса, піаніста-вундеркінда, і його вчительки Марії Левинської, яка надихнула авторку на персонажку мадам Сусацької. Гарольд Рубенс народився в Кардіффі в 1918 році і вчився з Левінською з семи років. У 2017 році в Торонто зняли мюзикл «Сусацька». Це було передбродвейське тестування суперечливого продюсера Гарта Драбінського. Головну роль виконала Вікторія Кларк.
За романом Рубенс 1975 року «Я надіслала листа своєму коханню» у 1980 році Моше Мізракі зняв фільм (Chère inconnue) із Сімоною Синьоре та Жаном Рошфором у головних ролях.
Її роман 1985 року «Хрестовий похід містера Вейкфілда» був адаптований для телебачення BBC у 1992 році з Пітером Капальді та Майклом Мелоні в головних ролях.

## Твори
- Set on Edge (1960)
- Madame Sousatzka (1962) (filmed as Madame Sousatzka)
- Mate in Three (1966)
- Chosen People (1969)
- The Elected Member (1969) (Букерівська премія 1970)
- Sunday Best (1971)
- Go Tell the Lemming (1973)
- I Sent a Letter To My Love (1975)
- The Ponsonby Post (1977)
- A Five-Year Sentence (1978)
- Spring Sonata (1979)
- Birds of Passage (1981)
- Brothers (1983)
- Mr Wakefield's Crusade (1985)
- Our Father (1987)
- Kingdom Come (1990)
- A Solitary Grief (1991)
- Mother Russia (1992)
- Autobiopsy (1993)
- Hijack (1993)
- Yesterday in the Back Lane (1995)
- The Waiting Game (1997)
- I, Dreyfus (1999)
- Milwaukee (2001)
- Nine Lives (2002)
- The Sergeants' Tale (2003)
- When I Grow Up (2005)